# Neolophonotus rufulus
Neolophonotus rufulus är en tvåvingeart som beskrevs av H. Oldroyd 1980. Neolophonotus rufulus ingår i släktet Neolophonotus och familjen rovflugor. Inga underarter finns listade i Catalogue of Life.